# Anthyllis lagascana
Anthyllis lagascana là một loài thực vật có hoa trong họ Đậu. Loài này được Benedi miêu tả khoa học đầu tiên.